# ويليام كارتر لوف
ويليام كارتر لوف (بالإنجليزية: William Carter Love)‏ هو محامي وسياسي أمريكي، ولد في 1784 في نورفولك في الولايات المتحدة، وتوفي في 1835. انتخب عضو مجلس النواب الأمريكي.